# Protamine
Protamines zijn kleine, arginine-rijke kerneiwitten die in een laat haploïde stadium van spermatogenese de histonen vervangen en waarvan wordt aangenomen dat ze essentieel zijn voor de condensatie en stabilisatie van het DNA in de kop van de spermatozoa. Wellicht laten ze een dichtere pakking toe van het DNA dan histonen, maar voor het DNA gebruikt kan worden voor eiwitsynthese moet het weer uitgepakt worden. Genen die essentieel zijn voor de vroege embryo-ontwikkeling worden nog steeds door gewone histonen gebonden. Dit geldt voor ca. 4% van het DNA in spermatozoa.
In de geneeskunde wordt protamine gebruikt om het effect van heparines op de bloedstolling te neutraliseren, bijvoorbeeld na operaties aan het hart of de grote vaten. Het vormt met heparine een complex dat geen antistollende werking heeft. Zelf heeft protamine een licht anticoagulerend effect.
Met insuline ontstaat INH-insuline, die langzamer wordt afgegeven na injectie.
Protamine werd vroeger veel bereid uit hom van vissen zoals zalmen, maar tegenwoordig ook door middel van recombinanttechnieken.